# 다리우스 모리스

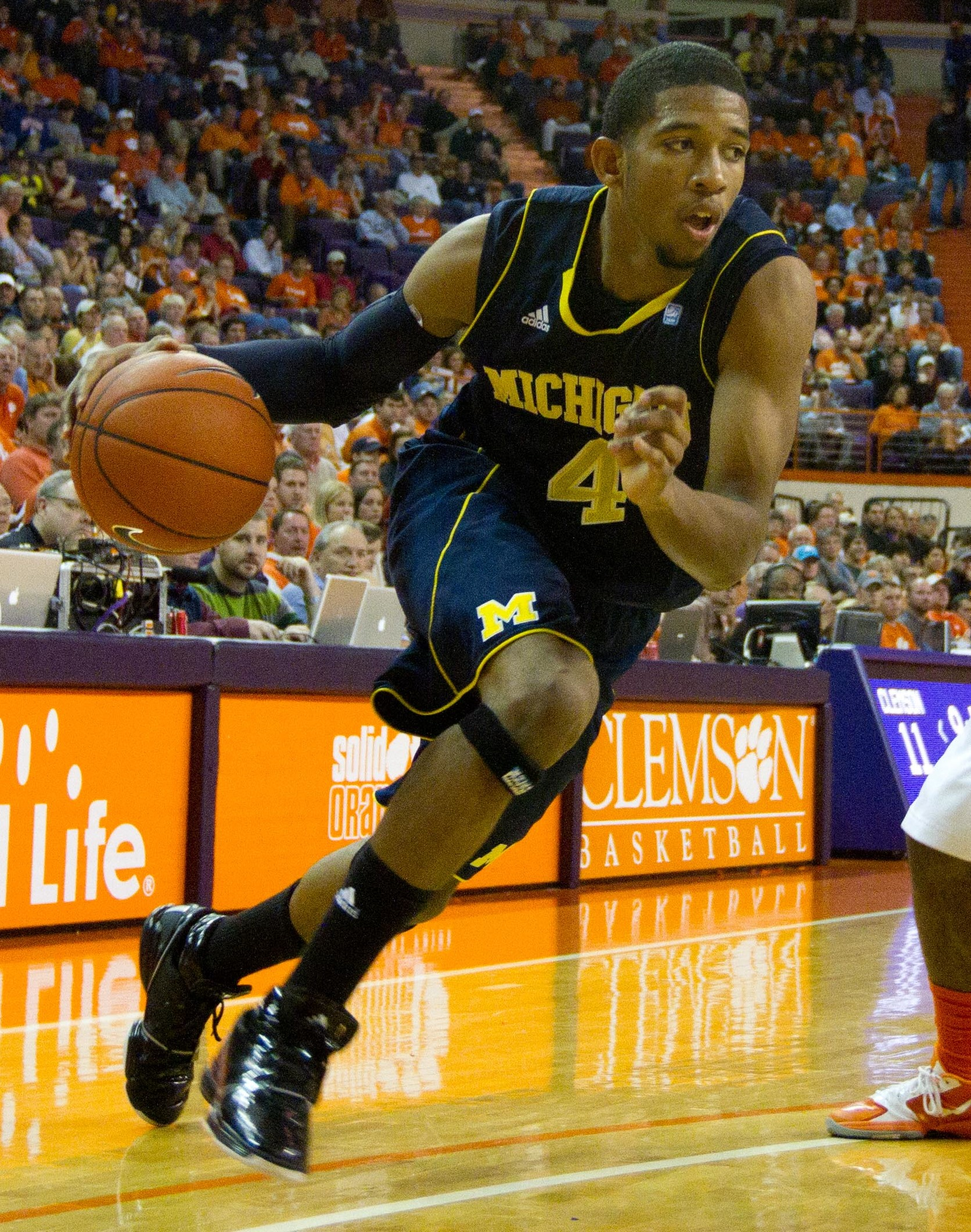
2010년 모습

다리우스 모리스(Darius Morris, 본명: 다리우스 애런 모리스, Darius Aaron Morris, 1991년 1월 3일 ~ 2024년 5월 2일)는 미국의 프로 농구 선수였다. 모리스는 2011년 NBA 드래프트에서 로스앤젤레스 레이커스에 41순위로 지명돼 포인트 가드 포지션을 맡았다. 또한 NBA의 브루클린 네츠, 필라델피아 세븐티식서스, 로스앤젤레스 클리퍼스 및 멤피스 그리즐리스뿐만 아니라 NBA D 리그의 로스엔젤레스 D 펜더스 및 리오그란데밸리 바이퍼스에서도 뛰었다. 그는 또한 중국, 러시아, 프랑스 등 해외에서도 뛰었다.
모리스는 미시간 울버린스에서 대학 농구를 하면서 두 시즌을 보냈다. 2010-11 팀에서 뛰는 동안 그는 Big Ten 어시스트 리더였으며 미시간 단일 시즌 어시스트 기록을 세웠다.(트레이 버그가 깨뜨린 이후) 2학년 시즌을 기념하여 세 번째 팀 올 빅 텐(All-Big Ten)을 획득했다.
미시간에 입학하기 전에 모리스는 윈드워드 스쿨을 2009년 캘리포니아주 챔피언십으로 이끌었고 캘리포니아 학교 대항 연맹(CIF) 디비전 5A 주립 존 우든 고등학교 올해의 선수상을 받았다. 그는 코치와 미디어에 의해 2010-11 All-빅 텐 3번째 팀으로 선정되었다. 전국 농구 코치 협회(National Association of Basketball Coaches)는 그를 빅 텐 학교로 구성된 학군을 위한 두 번째 팀 전체 지구 선발로 지명했다.